# Franz Anton Niedermayr

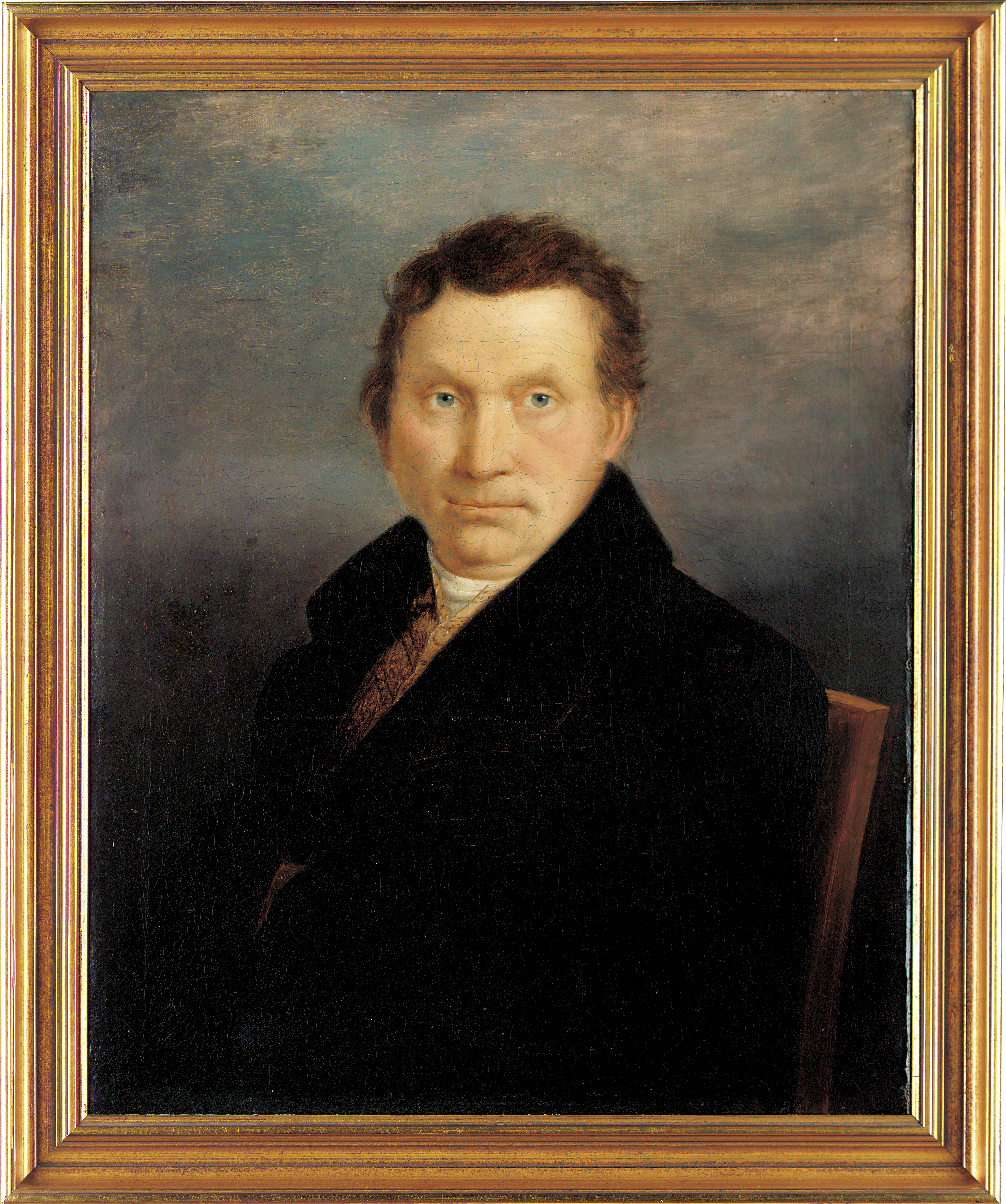
Porträt von Franz Anton Niedermayr (Autor unbekannt, 1835)

Franz Anton Niedermayr (* 17. Oktober 1777 in Straubing; † 11. September 1849 in Regensburg) gilt als Pionier des Steindrucks (der Lithografie) und ist der Begründer der Graphischen Kunstanstalt Franz Anton Niedermayr, Regensburg.

## Leben und Wirken

### Herkunft und junges Erwachsenenalter
Niedermayr wurde am 17. Oktober 1777 in Straubing als erstes von 13 Kindern des Tuchmachers Johann Evangelist Niedermayr und seiner Frau Maria Johanna Niedermayr geboren. Zwischen 1790 und 1796 besuchte er das Jesuitengymnasium in Straubing und von 1797 bis 1798 war er Novize im Benediktinerkloster Asbach.
Ab 1799 besuchte Niedermayr das Lyzeum in München, um Theologie zu studieren. Trotz langwieriger Erkrankung und damit einhergehender Abwesenheit im ersten Schuljahr (1799/1800), erhielt er mehrere Auszeichnungen in verschiedenen Fächern der Theologie. Als die französischen Truppen München besetzten, zog Niedermayr im Juni 1800 zurück nach Straubing und nahm nicht mehr am zweiten Schuljahr teil.

### Entdeckung der Technik der Lithografie
Von den Grundzügen der Lithografie erfuhr Niedermayr wahrscheinlich während seines Aufenthalts in München durch die Lehrer Hermann Mitterer und Simon Schmid. Schmid gilt neben Alois Senefelder als Erfinder der Lithografie, wobei der tatsächliche Urheber umstritten ist. Während die Technik der Lithografie bekannt war, hielt Senefelder die verwendeten Materialien geheim. Insbesondere die Behandlung der Steinoberfläche, die Herstellung der Tinte und Kreide sowie den Pressenbau musste Niedermayr selbst entwickeln. Aufgrund seiner Kenntnisse in Chemie und Physik sowie den finanziellen Mitteln seines Vaters gelang es Niedermayr zwischen Juli 1800 und Juni 1801, ein lithografisches Verfahren zu entwickeln.

### Eröffnung einer Druckerei und Zusammenarbeit mit Pleyel
Im Herbst 1801 erhielt Niedermayr von seinem Vater 800 Gulden und zog von Straubing nach Regensburg. Dort gab er im Rathaus zu Protokoll, dass er „mit Noten- und Schriftstechen“ auf Stein ein Gewerbe betreiben wolle. Die entsprechende Aufenthalts- und Gewerbeerlaubnis erhielt er am 17. September 1801 und eröffnete daraufhin eine Druckerei in der Brückstraße. Im Dezember 1802 gründete er mit Georg Heinrich Keyser die G. H. Keyser und Niedermayrische Kunst-, Musik- und Buchhandlung. Zwei Monate später lud ihn Ignaz Pleyel ein, nach Paris zu kommen, und für ihn eine Steindruckerei einzurichten, damit er in Paris die Steindruckprivilegien beantragen könne.

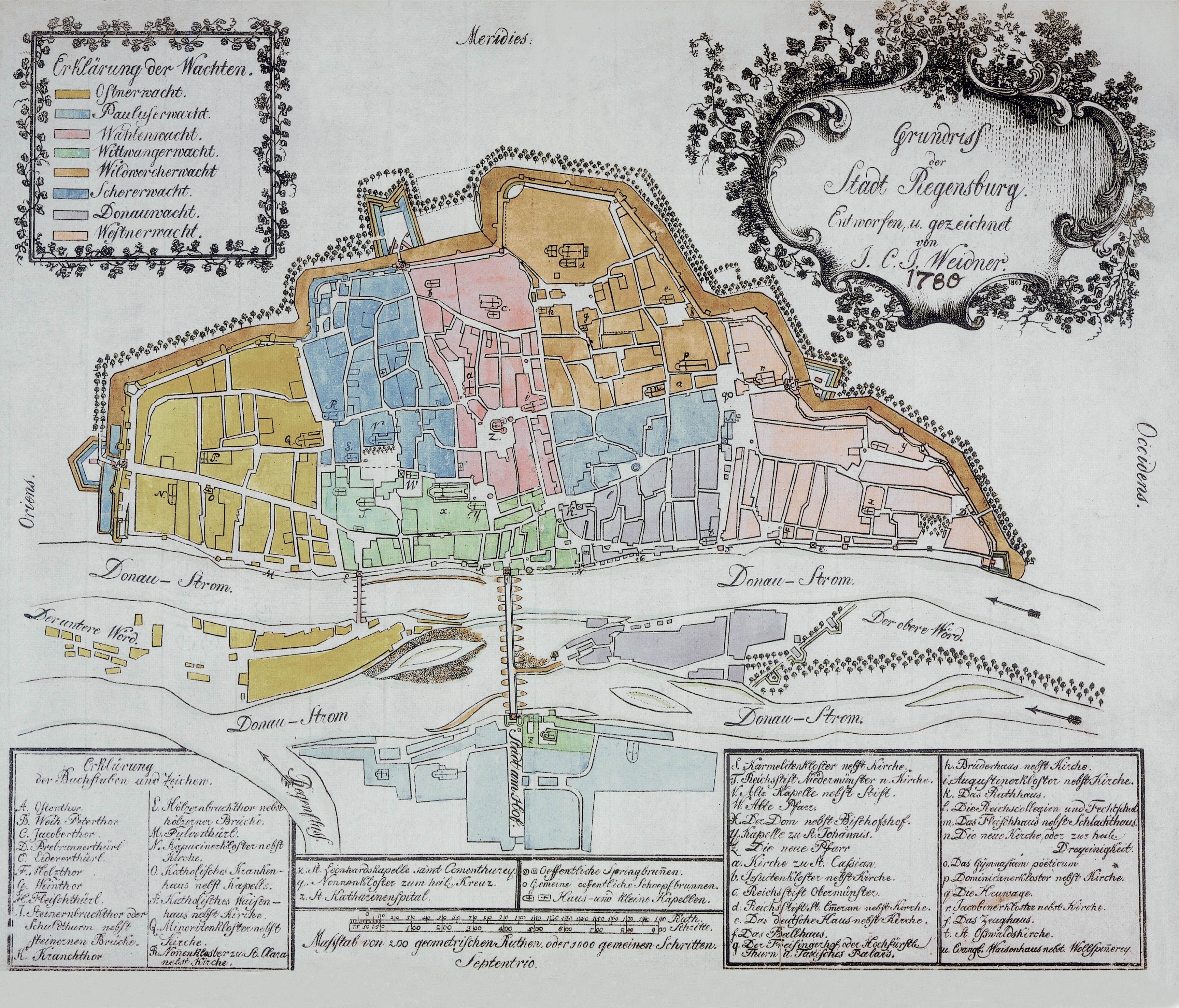
Lithographie von Franz Anton Niedermayr (Urheber Johann Carl Joseph Weidner, 1803)

Niedermayr reiste am 18. Juni 1803 nach Paris, während die Buchhandlung in Regensburg von Keyser weitergeführt wurde. Keyser versuchte, mit den Brüdern von Alois Senefelder den Verlag weiterzuentwickeln, jedoch scheiterte er und verkaufte das Unternehmen letztendlich. Niedermayr richtete in Paris für Pleyel eine Steindruckerei ein, kehrte aber schon nach einem Jahr nach Regensburg zurück. Es wird angenommen, dass dies aufgrund der Erteilung des Druckprivilegs an Friedrich André geschah, weswegen Pleyel und Niedermayr in Paris nicht weiterdrucken durften. Im Januar 1804 schlossen Pleyel und Niedermayr einen Geheimvertrag, in welchem geregelt wurde, dass Niedermayr Notenblätter aus dem Sortiment des Pleyelschen Musikalienverlages in Regensburg drucken würde und der Gewinn aufgeteilt werde.
Zurück in Regensburg erhielt Niedermayr in dem seit 1803 bestehenden Fürstentum Regensburg vom Kurerzkanzler Karl Theodor von Dalberg am 4. Juli 1804 das Bürgerrecht und die Konzession zum Steindruck. In den Folgejahren wurde vor allem das Sortiment des Pleyelschen Musikalienverlages gedruckt. Im März 1806 beantragte Niedermayr eine Buch- und Steindruckerei in Kooperation mit dem Buchhändler Johann Michael Daisenberger, die aber nicht genehmigt wurde. Niedermayr durfte lediglich Steindrucke anfertigen, keine Buchdrucke.

### Heirat und Wirken in Regensburg
Am 27. April 1806 heiratete Niedermayr die Schwester von Daisenberger, Maria Vikoria Daisenberger. Aus der Ehe gingen neun Kinder hervor.
Im April 1809 reiste er nach Rotterdam auf Einladung von Ludwig Plattner, um dort eine Steindruckerei einzurichten. Schon Ende Mai beantragte Plattner das Druckprivileg für Rotterdam und fügte dem Antrag mehrere Probedrucke bei. Im Frühjahr 1810 kehrte Niedermayr nach Regensburg zurück und baute in den folgenden Jahren sein Unternehmen weiter aus.
Nachdem er sich ab etwa 1827 langsam aus seinen Geschäften zurückgezogen hatte, wurde er Mitglied des Stadtmagistrats, Kirchenverwalter, Vorsteher der Schulkommission und des Armenpflegeschaftsrates.
Als Nachfolger für seine Druckerei kam zunächst sein erstgeborener Sohn Julius Anton (* 1808) in Betracht, der während des zunehmenden Rückzuges des Vaters bereits die Geschäfte geleitet hatte. Er verstarb jedoch 1846 an Tuberkulose. Im Alter von 70 Jahren verstarb Franz Anton Niedermayr am 11. September 1849. Zunächst leitete die Witwe Niedermayr die Druckerei, welche sie 1854 an den Sohn Johann Niedermayr (* 1821) übergab. Der Steindruck wurde 1961 eingestellt.
Die Graphische Kunstanstalt Fr. Ant. Niedermayr ist weiterhin im Familienbesitz und wird als Druckerei in der 6. Generation geführt (Stand: 2024).